# Ouratea obovata
Ouratea obovata är en tvåhjärtbladig växtart som beskrevs av Claude Henri Léon Sastre. Ouratea obovata ingår i släktet Ouratea och familjen Ochnaceae. Inga underarter finns listade i Catalogue of Life.